# Willem Reinders
Willem Reinders (Warffum, 2 augustus 1874 – Java, 21 september 1949) was een Nederlands ingenieur, hoogleraar anorganische en fysische chemie aan de Technische Hogeschool te Delft, en rector magnificus in het studiejaar 1934-'35. 

## Leven en werk
Reinders studeerde af in de scheikunde aan de Gemeentelijke Universiteit van Amsterdam in 1893, waar hij in 1899 cum laude promoveerde onder Hendrik Bakhuis Roozeboom op het proefschrift, getiteld Mengkristallen van kwikiodid en kwikbromid.
Na zijn promotie begon Reinders als leraar bij de hogereburgerschool (HBS) in 1900, en vanaf maart 1901 aan het Stedelijk Gymnasium Breda. In 1908 begon hij als hoogleraar anorganische en fysische chemie aan de Technische Hogeschool te Delft als opvolger van Professor Smits. In 1914 promoveerde Cornelis Johannes van Nieuwenburg bij Reinders.
Reinders deed onderzoek naar heterogene evenwichten in chemische reacties. Volgens Harry Snelders (1997): 
... wilde Reinders de theoretische kennis gebruiken om aan vraagstukken, die in de praktijk voorkomen, een oplossing te geven. Hij deed fasentheoretisch onderzoek op het gebied van de metallurgie van koper, lood en ijzer en onderzocht het conversiesalpeterprocedé, waarin kalisalpeter (KNO3) wordt bereid door dubbele omzetting van het in Stassfurt gewonnen kaliumchloride met chilisalpeter (NaNO3) (1915). Vanaf 1916 bestudeerde hij met zijn leerlingen Frans Goudriaan (1892-1984) en Lodewijk Hamburger (*1890) roostprocessen en hield zich bovendien bezig met fotochemisch en colloïdchemisch onderzoek, in het bijzonder op het gebied van het fotografisch proces.
In 1920 werd de leeropdracht van Reinders toegespitst op fysische chemie. Naast hem werd Frans Eppo Cornelis Scheffer (1883-1954) aangesteld als hoogleraar anorganische chemie. Reinders was in het studiejaar 1934-1935 tevens rector magnificus aan de hogeschool en ging in 1939 met emeritaat. In het jaar 1917-1918 was Reinders voorzitter van de Nederlandse Chemische Vereniging.

## Publicaties
- Willem Reinders. Mengkristallen van kwikiodid en kwikbromid: Proefschrift ..., J.H. de Bussy, 1899.
- Reinders, Willem. "Manufacture of hydrogen peroxide." U.S. Patent No. 2,081,097. 18 May 1937.

Artikelen, een selectie:
- Reinders, W., and S. I. Vles. "Reaction velocity of oxygen with solutions of some inorganic salts: III. The catalytic oxidation of sulphites." Recueil des Travaux Chimiques des Pays-Bas 44.3 (1925): 249-268.
- Reinders, W. "The Reduction Potential of Developers and Its Significance for the Development of the Latent Image." The Journal of Physical Chemistry 38.6 (1934): 783-796.
- Reinders, W., and C. H. De Minjer. "Vapour‐liquid equilibria in ternary systems: II. The system acetone‐chloroform‐benzene." Recueil des Travaux Chimiques des Pays-Bas 59.4 (1940): 369-391.